# Viby Kirke (Aarhus)
 For alternative betydninger, se Viby Kirke. (Se også artikler, som begynder med Viby Kirke)
Viby Kirke er en kirke i Viby Sogn i Århus Søndre Provsti og Aarhus Kommune. Kirken ligger i Aarhus-bydelen Viby.

## Historie
Kirken er bygget i slutningen af 1100-tallet. Formodentlig har den fra begyndelsen været ejet af kongen, men i 1661 solgte Kronen kirken til Gabriel Marselis som afdrag på krigsgæld. I 1710 blev kirken atter solgt, denne gang til Christian Charisius, der ejede Constantinsborg. 1771 erhvervede baron Christian Rudolph Philip Gersdorff fra Marselisborg kirken. Sidste private ejer blev indenrigsminister Hans Peter Ingerslev, da Ingerslevfamilien overtog Marselisborg i 1835. Kirken blev 1896 solgt til Aarhus Kommune og i 1898 overdraget til Viby Kommune.
1. april 1975 overgik Viby kirke til selveje, men Aarhus Kommune, som Viby Kommune i mellemtiden var blevet en del af, administrerede kirkegården frem til 1. april 1996.
- Viby Kirke ca. 1900
- Viby Kirke set fra sydvest

## Eksterne kilder og henvisninger
- Viby Kirke hos KortTilKirken.dk
- Viby Kirke hos danmarkskirker.natmus.dk (Danmarks Kirker, Nationalmuseet)

- Wikimedia Commons har flere filer relateret til Viby Kirke (Aarhus)